# Complesso parrocchiale di La Martyre

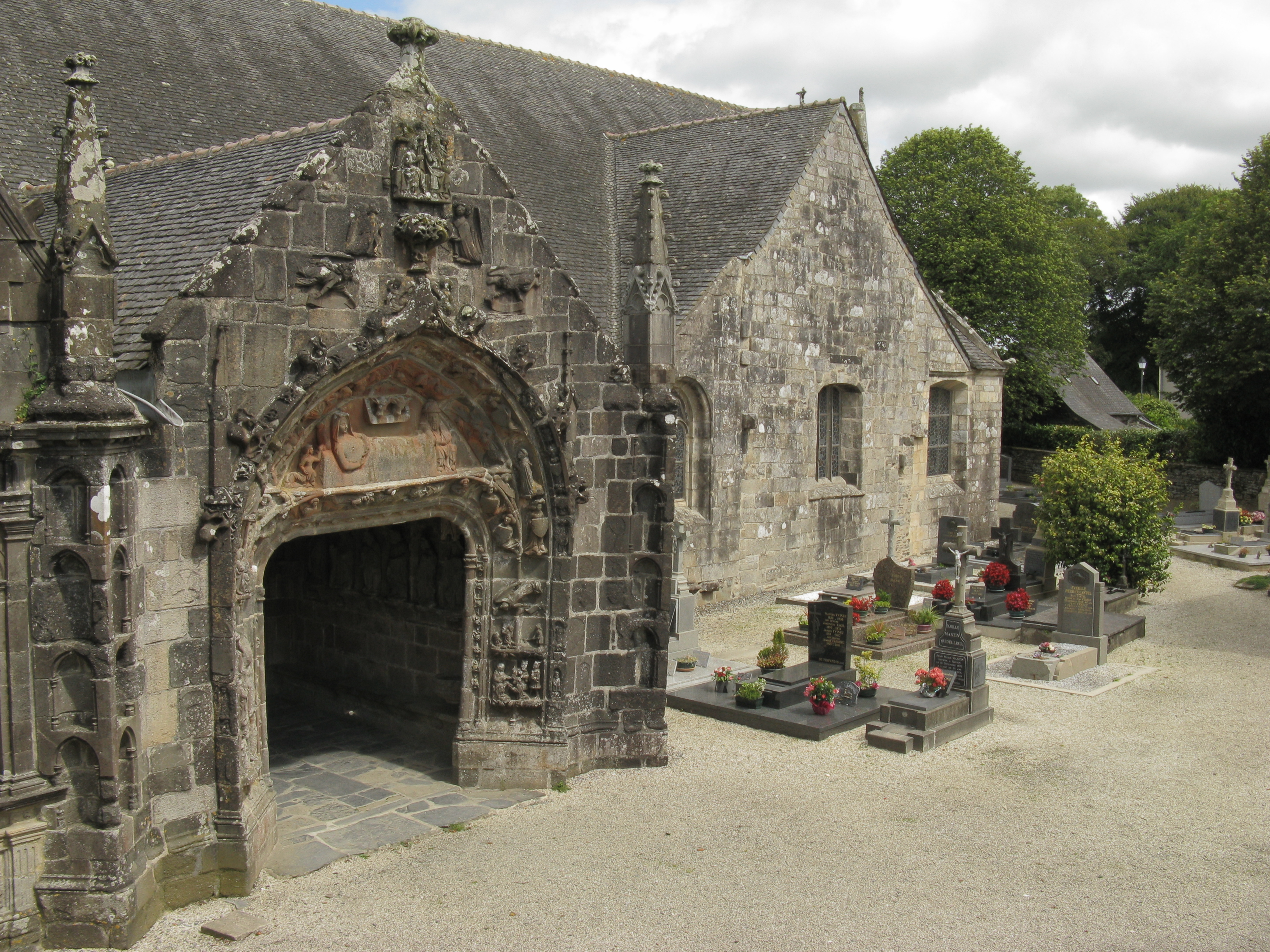
Il portico meridionale della chiesa

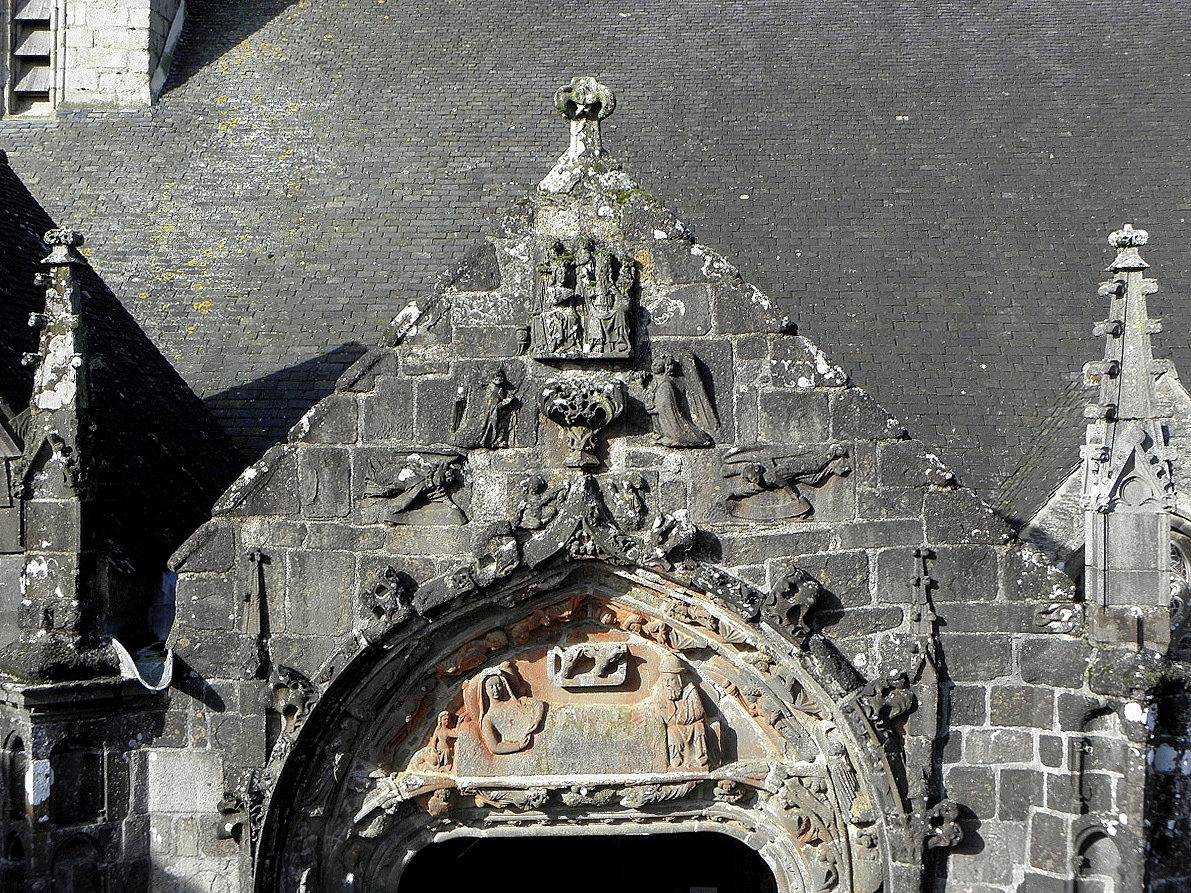
Particolare del portico meridionale della chiesa di San Salomone

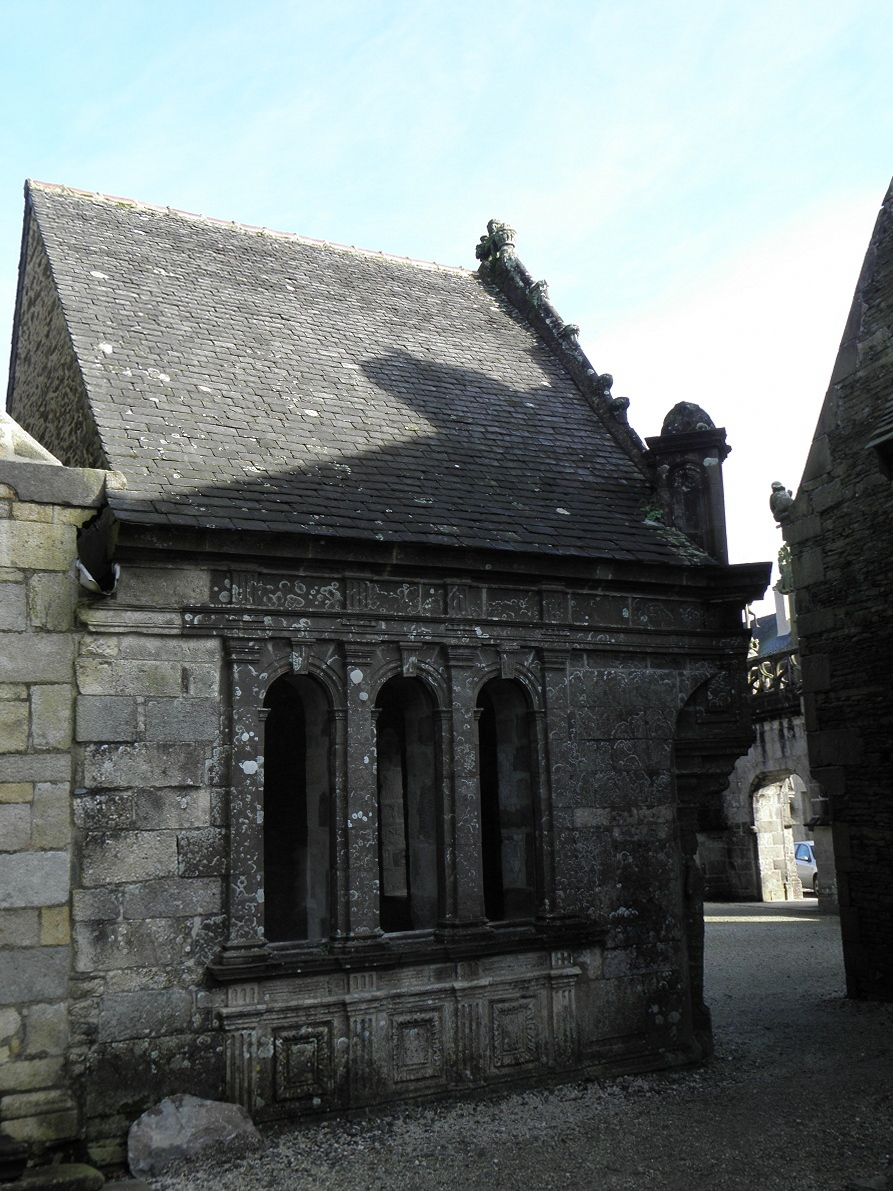
La cappella funeraria del complesso parrocchiale

Il complesso (o recinto) parrocchiale di La Martyre (in francese: enclos paroissial de La Martyre) è un tipico complesso parrocchiale (enclos paroissial) bretone, che si trova nella località di La Martyre, nella regione storica del Léon (dipartimento del Finistère), e che presenta elementi risalente ad un periodo compreso tra il IX (o XI) secolo e il XVII secolo. Si può quindi considerare il più antico tra i complessi parrocchiali della Bretagna.
Principali elementi costitutivo del complesso sono una chiesa dedicata a San Salomone, una porta trionfale con calvario e una cappella funeraria.

## Storia
Alle origini della struttura vi sono delle fortificazioni militari realizzate forse nel IX secolo.
In seguito, la parrocchia di La Martyre si arricchì grazie alle tassazioni sul commercio di lino, bestiame e cavalli. Ciò permise l'ingaggio dei migliori scultori e artigiani per la realizzazione degli ornamenti del complesso.

## Elementi costitutivi

### Porta trionfale
La porta trionfale del complesso parrocchiale di La Martyre risale al XV-XVI secolo.
La struttura è sormontata da un calvario a tre croci.

### Chiesa
La chiesa del complesso parrocchiale di La Martyre, dedicata a San Salomone è databile in gran parte fra il 1567 e il 1697, ma presenta degli elementi più antichi
Il campanile risale infatti al XIII-XIV secolo. Nell'ala meridionale, si trova invevce un portico risalente al 1450-1455 e dedicato alla Natività di Gesù.

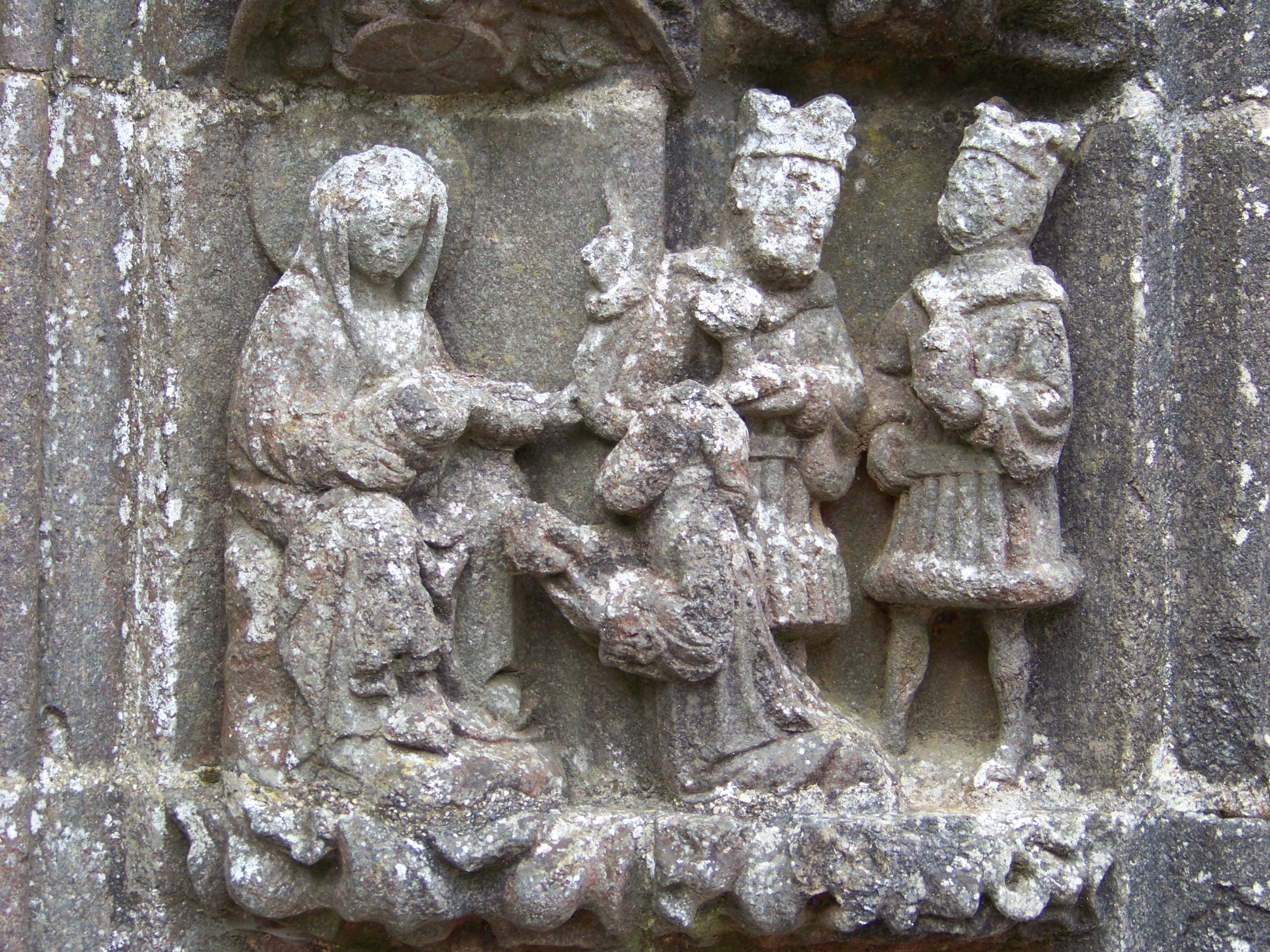
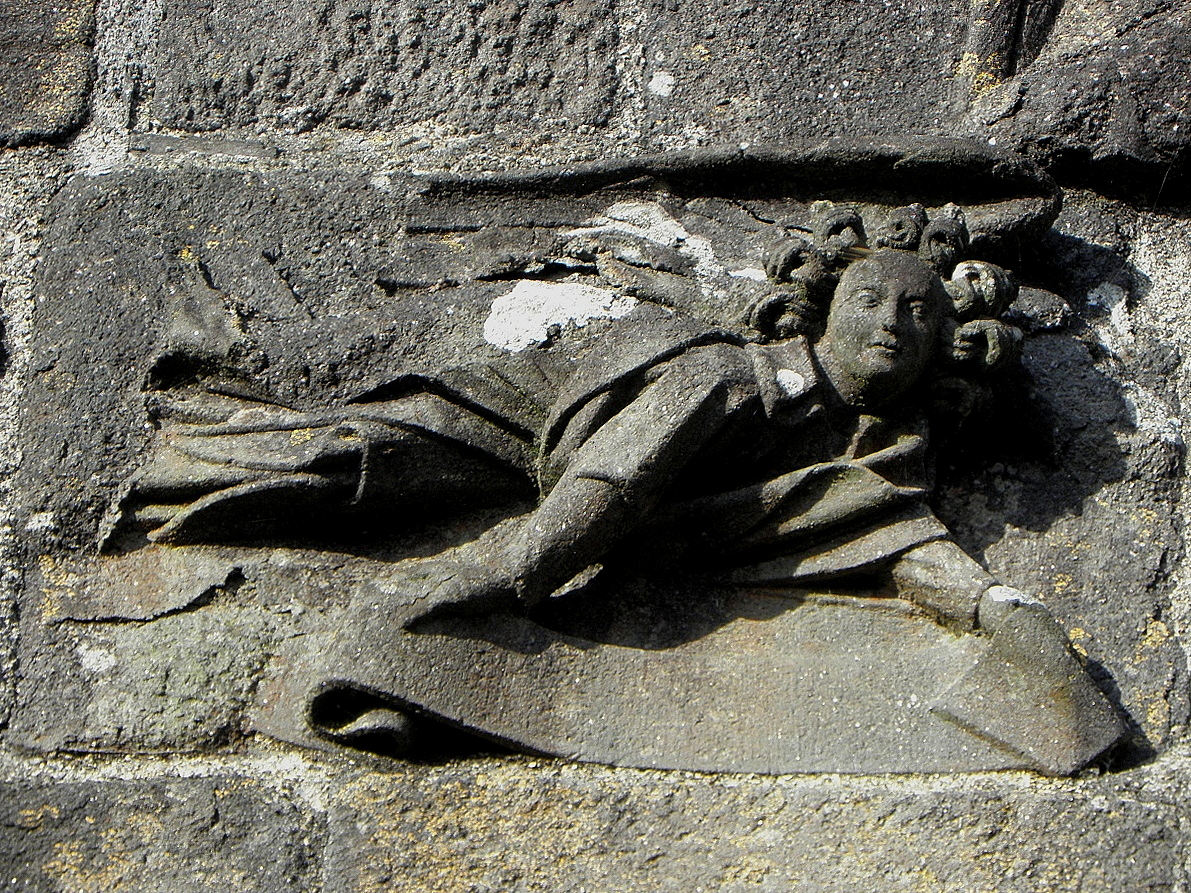
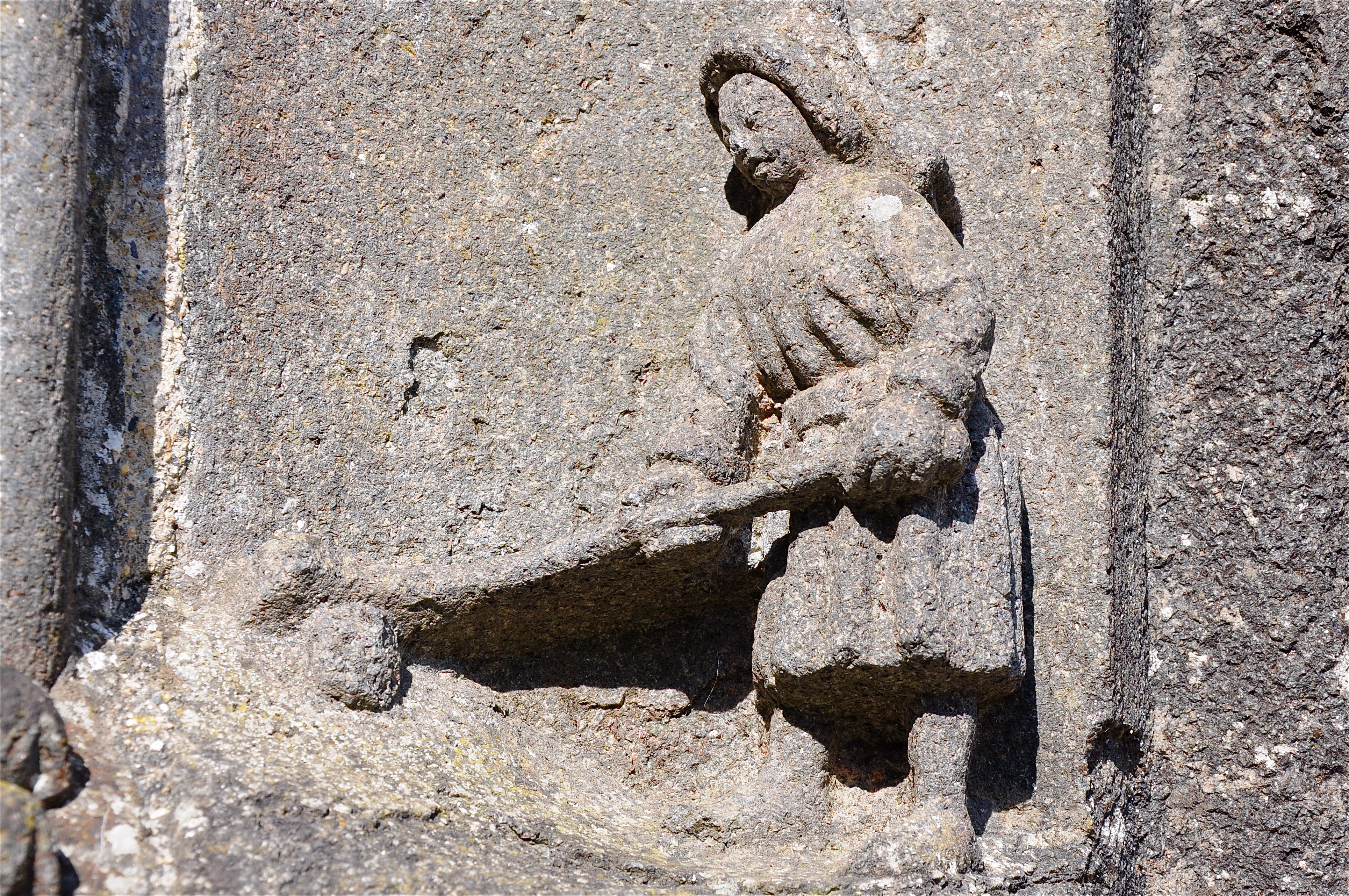

Negli interni, si trovano, tra l'altro, un altare principale realizzato nel 1706 da Alain Castel, una pala d'altare del XVII secolo posta su un altare in granito del XV secolo e una fonte battesimale con baldacchino realizzato nel 1635 da Jean Le Moing.

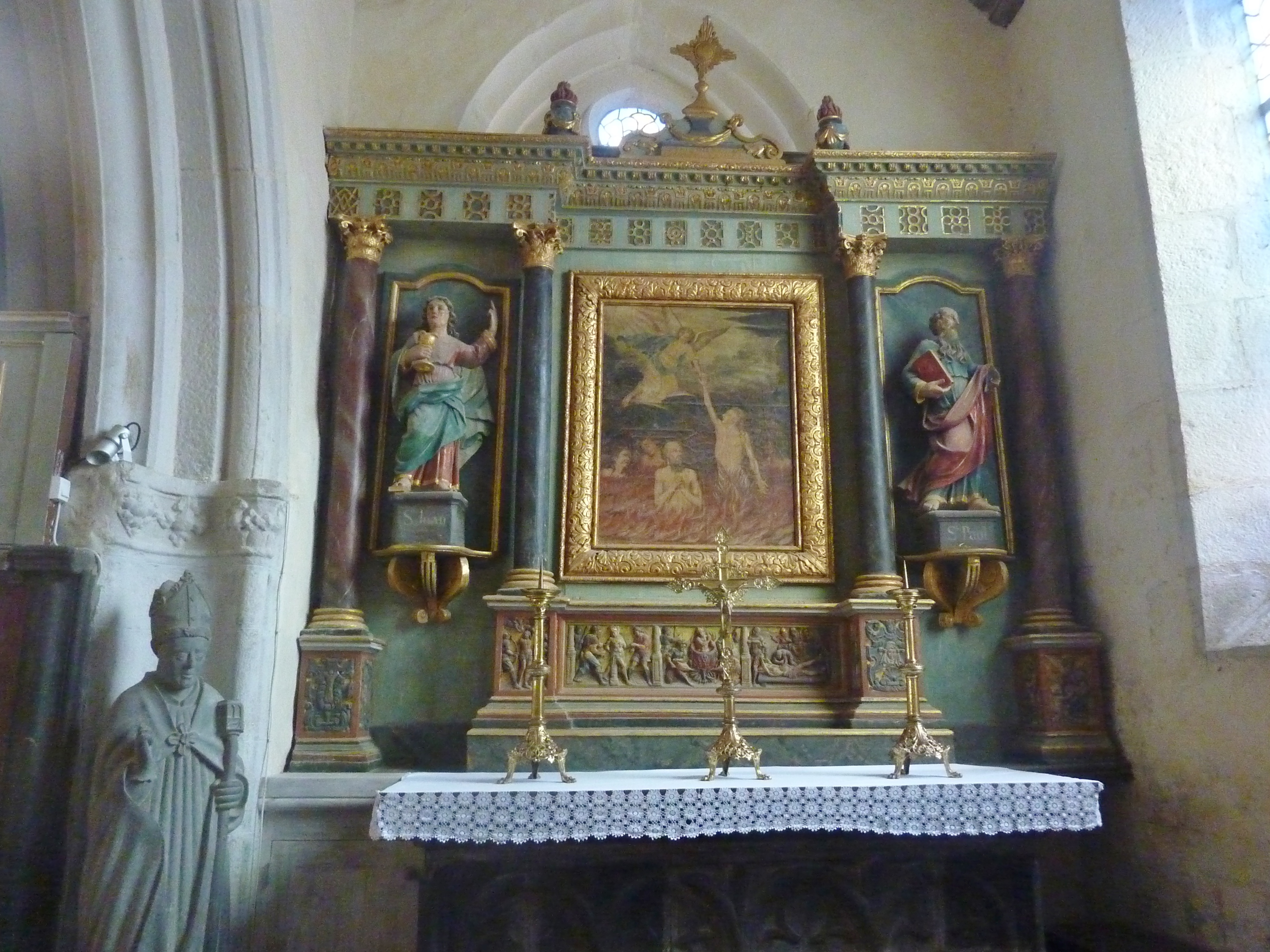
L'altare della chiesa

L'edificio è stato restaurato nel corso del XVIII secolo. Nel 1916 fu classificato come monumento storico.

### Cappella funeraria
La cappella funeraria del complesso parrocchiale di La Martyre fu realizzata nel 1619.
L'ossario è ornato da due angeli, i quali reggono degli stendardi che recano delle scritte in bretone come la seguente:
|  |